# ABC-gemeenten
De ABC-gemeenten of voluit Alliantie van Baptisten en CAMA-gemeenten is een samenwerkingsorganisatie voor vrije baptisten- en evangelische gemeenten in Nederland. De Alliantie telt 63 gemeenten.
De Alliantie ontstond in 2006 uit een fusie van de Broederschap van Baptistengemeenten in Nederland (BBN) en de CAMA-gemeenten. De Alliantie bepaalt niet het (geloofs)beleid in de aangesloten gemeenten; Het is slechts een samenwerkingsorganisatie en in die zin niet te vergelijken met een synode zoals bijvoorbeeld de gereformeerde kerkgenootschappen die kennen.

## Doel
Het genootschap stelt zich het brengen van en verbreiden van het evangelie van Jezus Christus als doel door middel van:
- Het faciliterend ondersteunen van deelnemende gemeenten in het realiseren van hun doelstelling.
- Het bevorderen van de onderlinge samenwerking, steun en bemoediging van de aangesloten gemeenten.
- Het behartigen van gemeenschappelijke belangen van de aangesloten gemeenten.
- Gemeenten te stichten en hen behulpzaam te zijn in de uitvoering van hun taak.[1]